# Maude Apatow
Maude Anne Apatow (Los Angeles, 15 dicembre 1997) è un'attrice statunitense, è nota per il ruolo di Lexi Howard nella serie di HBO Euphoria.

## Biografia
È la figlia maggiore del regista Judd Apatow e dell'attrice Leslie Mann.

## Carriera
Maude è apparsa per la prima volta in un film nel 2007 in Molto incinta scritto, prodotto e diretto da suo padre Judd Apatow. Interpreta Sadie, e recita al fianco di sua madre e sua sorella minore. Nel 2009, ha interpretato Mable, di nuovo al fianco di sua madre, in Funny People, un altro film che suo padre ha scritto, prodotto e diretto. Nel 2012 ha ripreso il ruolo di Sadie nello spin-off di Molto incinta, Questi sono i 40.
Nel 2019, Maude ha iniziato a interpretare Lexi Howard nella serie televisiva HBO Euphoria.

## Filmografia

### Cinema
- Molto incinta (Knocked Up), regia di Judd Apatow (2007)
- Funny People, regia di Judd Apatow (2009)
- Questi sono i 40 (This Is 40), regia di Judd Apatow (2012)
- Other People, regia di Chris Kelly (2016)
- The House of Tomorrow, regia di Peter Livolsi (2017)
- Assassination Nation, regia di Sam Levinson (2018)
- Il re di Staten Island (The King of Staten Island), regia di Judd Apatow (2020)

### Televisione
- Girls – serie TV, 3 episodi (2015)
- Euphoria – serie TV (2019-in corso)
- Hollywood – miniserie TV, 5 episodi (2020)

## Riconoscimenti
- 2013 - Young Artist Award
  - Candidatura per la miglior interpretazione in un film come giovane attrice non protagonista per Questi sono i 40[4]

## Doppiatrici italiane
Nelle versioni in italiano delle opere in cui ha recitato, Maude Apatow è stata doppiata da:
- Lucrezia Marricchi in Euphoria, Il re di Staten Island
- Sara Labidi in Funny People, Questi sono i 40
- Angelica Bolognesi in Molto incinta
- Eva Padoan in Other People
- Maria Giulia Ciucci in Hollywood
- Ilaria Mariotti in Assassination Nation